# Queda de Baiji
Queda de Baiji foi uma batalha ocorrida em Baiji, no Iraque. A batalha teve duas etapas: a primeira foram os confrontos na cidade de 11 a 18 de junho e a segunda foram os confrontos na refinaria de 18 a 21 de junho. A primeira etapa foi exitosa para os militantes e a segunda etapa resultou na breve captura da refinaria pelos jihadistas. Posteriormente, em 19 de junho de 2014, o exército iraquiano retomaria a refinaria após um contra-ataque.

## Antecedentes
Em 4 de junho de 2014, o Estado Islâmico e seus aliados atacaram Mossul e a ofensiva do norte do Iraque foi lançada. No dia seguinte, os jihadistas iniciaram a Campanha de Salahuddin na província de Saladino.
Em 10 de junho de 2014, o Estado Islâmico e seus aliados capturaram Mossul após uma batalha de seis dias. Quando a cidade caiu, o grupo jihadista empreendeu um avanço de Mossul para Kirkuk. Ao capturar a cidade de Mossul, o grupo libertou quase mil prisioneiros, alguns dos quais foram saudados pelos combatentes.
Em 11 de junho de 2014, no mesmo dia do início da batalha que resultou na queda de Baiji, o Estado Islâmico também estabeleceu um cerco em Amirli.

## A batalha
Em 11 de junho de 2014, cerca de 60 veículos com militantes do Estado Islâmico entraram em Baiji, atacaram e incendiaram os principais postos policiais e o palácio de justiça, e também assumiram o controle da prisão de Baiji e libertaram todos os presos (2.400 prisioneiros). No final do dia, os militantes teriam se retirado de Baiji devido à persuasão de líderes tribais locais antes que a Quarta Divisão Blindada do Exército Iraquiano chegasse à cidade. No dia seguinte, porém, o Estado Islâmico ainda estava no controle da cidade.
Em 18 de junho de 2014, os jihadistas atacaram a refinaria de Baiji. Um oficial de dentro da refinaria afirmou que os militantes capturaram 75% das instalações, enquanto um porta-voz militar alegou que o ataque foi repelido com quarenta insurgentes mortos.
Em 19 de junho de 2014, as forças do governo iraquiano lançaram um contra-ataque e alegaram ter recuperado o controle total da refinaria de petróleo de Baiji, após intensos combates que deixaram cem militantes mortos. Na cidade de Baiji, entretanto, o Estado Islâmico criou torres vigilância e postos de controle.
Em 20 de junho de 2014, a refinaria foi cercada pelas forças do Estado Islâmico, posteriormente os jihadistas atacariam-a pela segunda vez, mas não conseguiriam capturá-la. No dia seguinte, atacaram novamente, mas também fracassaram quando as forças iraquianas perderam 36 soldados após a última tentativa de investida.

## Consequências
Em 24 de junho de 2014, pelo menos 32 pessoas seriam mortas depois de um ataque aéreo da Força Aérea do Iraque, no qual a televisão estatal de Baiji, Al Iraqiya, reivindicou que dezenove terroristas estavam entre os mortos. Em 23 de agosto de 2014, o exército iraquiano matou 37 militantes do Estado Islâmico após uma tentativa de capturar a refinaria. Em 29 de outubro de 2014, o exército iraquiano e suas milícias xiitas aliadas lançaram uma ofensiva para recapturar Baiji. Em meados de novembro de 2014, o exército iraquiano e seus aliados retomaram a cidade dos terroristas. No entanto, em 21 de dezembro de 2014, as forças do Estado Islâmico capturaram Baiji novamente.